# Косцюшкув (Радомський повіт)
Косцюшкув (пол. Kościuszków) — село в Польщі, у гміні Пйонки Радомського повіту Мазовецького воєводства.